# HD41491
HD41491 — хімічно пекулярна зоря спектрального класу A0, що має видиму зоряну величину в смузі V приблизно  8,7.
Вона  розташована на відстані близько 462,6 світлових років від Сонця.